# 母さんは28年型
『母さんは28年型』（かあさんは28ねんがた、原題：My Mother The Car ）は、アメリカのテレビドラマ。死んだ後に古自動車に姿を変えた母親とその息子のやり取りや事件を面白おかしく描く。

## 概要
1965年から1966年までアメリカのユナイテッド・アーティスト・TVで放送された、シチュエーション・コメディのテレビドラマ。日本ではフジテレビ系列で1966年より放送された。
亡くなった母親の魂が1928年式ポーター（架空の車。撮影はT型フォード を改造した車で行われた）に乗り移り、息子と会話をしたり窮地を救ったりする奇想天外なファンタジーコメディで、馬が人間の主人公と人語で会話をする『ミスター・エド』（やはりアメリカのコメディドラマ）が人気を博したので、その自動車版として制作に至ったが、アメリカでの放送時は「これまでで最悪のドラマ」と酷評された。

## あらすじ
弁護士のデイブ・クラブトリーは妻に頼まれて中古車店に車を買いに行くが、どこからか死んだはずの母親が呼ぶ声が聞こえる。声の主は中古車店の片隅に置かれたボロボロの28年型ポーター。「あなたは驚くと飛び上がるから気をつけて」とカーラジオから聞こえた声はまぎれもない彼の母親の声で、デイブは車の天井に頭をぶつけるほど飛び上がって驚く。そのポーターに母親の魂が憑依していると確信したデイブはその場で200ドルで車を買い、修理工場に運ばせ大金をかけてピカピカに修復して、自宅に納車させる。妻のバーバラは「ステーションワゴンを買ってきてと言ったのに」と怒り、「実はこの車は僕のママなんだ」というデイブの告白にも取り合わない。デイブは家族に冷たい目で見られながらも、毎日の弁護士事務所への通勤にこの車を使い、ハンドルを握りながら毎週起こる仕事や家庭のトラブルを母に相談する。デイブの父が彼と同じく弁護士だったことから、母のアドバイスは時に頑固で古臭く、時にユーモアを交えながらも息子を助け、仕事を軌道に乗せていく。デイブは、この車が母親であることを誰にも明かさず秘密にするが、彼が並々ならぬ愛情を注ぐこの車は、クラブトリー家のトレードマークとして家族にも次第に受け入れられていく。だが、この完璧に修復されたデイブの28年型ポーターは非常に希少車という設定で、ほれ込んだカーマニアの大金持ちマンシーニは、あの手この手でこの車を手に入れようと画策する。

## 登場人物
デイブ・クラブトリー (Dave Crabtree)
演：ジェリー・ヴァン・ダイク (Jerry Van Dyke）、吹替：近石真介
弁護士。父親も弁護士である。T型フォードに乗り移った母に頭が上がらない。
グラディス・クラブトリー (Gladys Crabtree) [28年式T型フォード]
声：アン・スザーン (Ann Sothern）、吹替：麻生美代子
デイブの母。カーラジオを通してデイブに話しかける。頑固で古風な性格だが息子のためにアドバイスを惜しまない。運転はもっぱらデイブまかせだが、怒ると車体を揺らしてヘッドライトを点滅させたり、冬にアルコールの入った不凍液をラジエーターに入れられたせいでフラフラ蛇行運転する描写もあった。
バーバラ・クラブトリー (Barbara Crabtree)
演：マギー・ピアース (Maggie Pierce）、吹替：武藤礼子
デイブの妻。遅くて古臭いT型フォードにうんざりしながらも、次第に大切な自家用車として認めるようになる。
ランディ・クラブトリー (Randy Crabtree)
演：ランディ・ウィブル (Randy Whipple）、吹替：？
息子。
シンディ・クラブトリー (Cindy Crabtree)
演：シンディ・エイルバチャー (Cindy Eilbacher)、吹替：？
娘。
マンシーニ (Manzini)
演：エイブリィ・シュライバー (Avery Schreiber）、吹替：滝口順平
母の乗り移った28年型ポーターを狙うカーマニアの大金持ち。クラブトリーの名前をいつも間違える。